# Dactylolabis (Dactylolabis) imitata
Dactylolabis (Dactylolabis) imitata is een tweevleugelige uit de familie steltmuggen (Limoniidae). De soort komt voor in het Nearctisch gebied.